# NGC 1343
NGC 1343 (również PGC 13384 lub UGC 2792) – galaktyka spiralna z poprzeczką (SBb/P), znajdująca się w gwiazdozbiorze Kasjopei. Odkrył ją William Herschel 11 października 1787 roku.
W galaktyce tej zaobserwowano supernową SN 2008dv.